# Vlaj Lajos
Vlaj Lajos (Bodóhegyi Lajos) (Lendva, 1904. március 4. - Lendva, 1966. november 7.) szlovéniai magyar nemzetiségi politikus, költő.

## Élete
Cipészmester harmadik gyermekeként szegény családban született. A négy polgári után gimnáziumba szeretett volna iratkozni, de a Muravidék elcsatolása után a szlovén nyelv ismerete híján nem folytathatta tanulmányait. Apja mellett volt cipészinas. Tizenöt éves korában nagy hatással volt rá a Tanácsköztásaság győzelme. Utána vándorútra indult, főbb állomáshelyei Csáktornya, Radkersburg, Pesnica voltak, eközben alaposabban kitanulta a  cipészmesterséget.
1931-ben szülővárosában csatlakozott a szocialista mozgalomhoz, 1940-től az illegális Jugoszláv Kommunista Párt tagja lett. 1941-ben a magyar hatóságok letartóztatták, több ízben elítélték, Muraszombatban, Győrött és Pécsett raboskodott. Verseit a harmincas években a Híd és a Kalangya is közölte. 1945 után elsősorban nemzetiségi politikusi működése volt jelentős. A szlovén irodalom néhány fontos versét is lefordította magyarra a két nép kulturális közeledésének elősegítésére, köztük France Prešeren Zdravljica (Pohárköszöntő) című költeményét, ami később a Szlovén Köztársaság himnusza lett.

## Művei
- Versek. Murska Sobota: Pomurska založba, 1961. 81 p.
- Szelíd intés. Murska Sobota: Pomurska založba, 1968. 54 p.